# ネクスト・ジェネレーション2022
ネクスト・ジェネレーション2022（英語: Next generation 2022）は、2022年9月にガーディアンが発表した2005年生まれのサッカー界の若手有望選手60人である。

## 特集選手
なお、所属は当時のものである。
| 氏名                             | 生年月日       | ポジション | 所属                             |
| -------------------------------- | -------------- | ---------- | -------------------------------- |
| バレンティン・カルボーニ         | 2005年3月5日   | AMF        | インテルナツィオナーレ・ミラノ   |
| サンティアゴ・イダルゴ           | 2005年2月17日  | CF         | CAインデペンディエンテ           |
| ガルニク・ミナシャン             | 2005年7月12日  | DMF        | FCウラルトゥ                     |
| マックス・カプート               | 2005年8月17日  | AMF        | メルボルン・シティFC             |
| ゼテニ・ヤノ                     | 2005年3月13日  | AMF        | レッドブル・ザルツブルク         |
| ノア・ムベンバ                   | 2005年1月5日   | DMF        | クラブ・ブルッヘ                 |
| マテウス・ゴンサウヴェス         | 2005年8月18日  | AMF        | CRフラメンゴ                     |
| ヴィトール・ホキ                 | 2005年2月28日  | CF         | アトレチコ・パラナエンセ         |
| デイヴィジ・ヴァシングトン       | 2005年6月5日   | FW         | サントスFC                       |
| マルティン・ジョルジェフ         | 2005年9月24日  | CB         | FCバルセロナ                     |
| オスカル・ペレア                 | 2005年9月27日  | WG         | アトレティコ・ナシオナル         |
| ロヴロ・ズヴォナレク             | 2005年5月8日   | AMF        | FCバイエルン・ミュンヘン         |
| シダン・セルトデミル             | 2005年2月4日   | CMF        | バイエル・レバークーゼン         |
| フアン・マシアス                 | 2005年1月15日  | AMF        | LDUキト                          |
| エル・シャダイル・ビチャーブ     | 2005年5月16日  | CB         | パリ・サンジェルマンFC           |
| デジレ・ドゥエ                   | 2005年6月3日   | AMF        | スタッド・レンヌ                 |
| マティス・テル                   | 2005年4月27日  | CF         | FCバイエルン・ミュンヘン         |
| ルカ・パルカーゼ                 | 2005年4月6日   | AMF        | FCディナモ・トビリシ             |
| トム・ビショフ                   | 2005年6月28日  | AMF        | TSG1899ホッフェンハイム          |
| アリョン・イブラヒモヴィッチ     | 2005年4月6日   | CMF        | FCバイエルン・ミュンヘン         |
| パウル・ヴァナー                 | 2005年12月23日 | AMF        | FCバイエルン・ミュンヘン         |
| クリントン・ドゥオドゥ           | 2005年6月20日  | LW         | ベチャム・ユナイテッドFC         |
| ディミトリス・カロスカミス       | 2005年3月1日   | AMF        | パナシナイコスFC                 |
| アマドゥ・バルデ                 | 2005年6月27日  | MF         | スポルティングCP                 |
| スハイル・バト                   | 2005年4月8日   | CF         | インディアン・アローズ           |
| ウィスドム・アメイ               | 2005年8月11日  | RB         | ボローニャFC                     |
| アーロン・シアムマグリチェーラ   | 2005年1月26日  | CMF        | トリノFC                         |
| マルコ・デッレ・モナシェ         | 2005年2月3日   | WG         | デルフィーノ・ペスカーラ1936     |
| 髙橋仁胡                         | 2005年8月17日  | LB         | FCバルセロナ                     |
| ベクナズ・アルマズベコフ         | 2005年6月23日  | RW         | ガラタサライSK                   |
| ベヤット・レクウェイリ           | 2005年4月11日  | MF         | ASドゥアネス                     |
| エリベルト・フラード             | 2005年1月3日   | WG         | クラブ・ネカクサ                 |
| ブランドン・テジェス             | 2005年2月17日  | MF         | ロサンゼルス・ギャラクシー       |
| ヤシーン・ハリフィ               | 2005年8月9日   | MF         | モハメド6世アカデミー            |
| ミケ・クレアイン                 | 2005年2月9日   | MF         | フェイエノールト                 |
| ガブリエル・ミセフイ             | 2005年7月18日  | AMF        | アヤックス・アムステルダム       |
| フリアン・ライホフ               | 2005年1月25日  | CF         | ボルシア・ドルトムント           |
| ルナル・ノルハイム               | 2005年2月14日  | AMF        | トロムソIL                       |
| アントニオ・ヌサ                 | 2005年4月17日  | WG         | クラブ・ブルッヘ                 |
| ミルシアデス・アドルノ           | 2005年1月27日  | CF         | クラブ・グアラニ                 |
| アントニ・ミクルコ               | 2005年2月11日  | GK         | レヒア・グダニスク               |
| ダリウス・スタルマヒ             | 2005年12月8日  | MF         | ACミラン                         |
| ダリオ・エッスゴ                 | 2005年3月9日   | MF         | スポルティングCP                 |
| ロジェル・フェルナンデス         | 2005年11月21日 | WG         | SCブラガ                         |
| ロドリゴ・リベイロ               | 2005年4月28日  | CF         | スポルティングCP                 |
| ジョアン・ヴェローゾ             | 2005年6月26日  | MF         | SLベンフィカ                     |
| アンドレイ・ボルザ               | 2005年11月12日 | LB         | FCファルル・コンスタンツァ       |
| ヨヴァン・ミロシェヴィッチ       | 2005年7月31日  | CF         | FKヴォイヴォディナ・ノヴィ・サド |
| ヨヴァン・シュリヴィッチ         | 2005年10月14日 | MF         | FKツルヴェナ・ズヴェズダ         |
| ルフンロ・カカ・シフンバ         | 2005年7月12日  | MF         | ケープタウン・シティFC           |
| イケル・ブラボ                   | 2005年1月13日  | CF         | バイエル・レバークーゼン         |
| ヤレク・ガシオロフスキ           | 2005年1月12日  | CB         | バレンシアCF                     |
| アルバロ・ヒネス                 | 2005年3月15日  | CF         | レアル・マドリード               |
| ルーニー・バルドグジ             | 2005年11月15日 | MF/FW      | FCコペンハーゲン                 |
| ジャルデル・カンガ               | 2005年12月13日 | MF/FW      | バイエル・レバークーゼン         |
| アルダ・ギュレル                 | 2005年2月25日  | MF         | フェネルバフチェSK               |
| ケナン・ユルディズ               | 2005年5月4日   | AMF        | ユヴェントスFC                   |
| リード・ベーカー＝ウィッティング | 2005年3月31日  | MF         | シアトル・サウンダーズ           |
| ホアキン・ラベガ                 | 2005年2月3日   | WG         | リーベル・プレート・モンテビデオ |
| ケルビン・アンドラーデ           | 2005年4月13日  | AMF        | デポルティーボ・ラ・グアイラFC   |

ソース: